# Богатырёв, Степан Никонорович
Степан Никонорович Богатырёв (род. 4 октября 1943, д. Атиаз, Елабужский район, Татарская АССР) — заслуженный тренер России по биатлону, Почетный гражданин города Артёмовского (2001).

## Биография
В 1954 году в школьной лыжной секции деревни Атиаз Степан Никонорович начал заниматься спортом. После окончания Атиазской семилетней школы в 1958 году поступил в посёлке Лубяны (Татарстан) в Лубянский лесхоз-техникум. В 1960 году перешёл на обучение в Ремесленное училище № 5 города Чистополь. Продолжал заниматься лыжным спортом, входил в сборные команды учебных заведений. По окончании речного училища в 1962 году получил квалификацию «Машинист-судовой слесарь 2-го разряда», до службы в армии был машинистом на речном судне.
В 1962 году призван на срочную службу в ряды Вооруженных сил СССР. Служил в Сибири, ГСВГ, Белорусском военном округе, старший воздушный стрелок. Спортом серьёзно начал заниматься в Бобруйске. Неоднократный чемпион и призёр части, дивизии. Выполнил норматив 1 спортивного разряда по легкой атлетике и лыжным гонкам.
В 1965 году после увольнения в запас приехал на постоянное место жительство в город Артёмовский к брату Ивану. Поступил на работу тренером-преподавателем по лыжным гонкам в городской совет ДСО «Спартак». В дальнейшем работал директором спорткомплекса Егоршинского радиозавода. Параллельно занимался тренерской практикой.
В 1977 году окончил заочное отделение Челябинского государственного института физической культуры по специальности физическое воспитание.
В 1974 году была построена на радиозаводе лыжная база «Снежинка», и он перешел тренером-преподавателем в коллектив завода. Сначала тренировал лыжниц-гонщиц, потом постепенно переквалифицировался на биатлон. С 2018 года работает тренером-преподавателем в ДЮСШ № 25.
Степан Никонорович Богатырёв — тренер-наставник, вырастивший целую плеяду выдающихся спортсменок, лыжниц и биатлонисток.

## Известные воспитанники
- Наталья Фурлетова[3], (Почетный гражданин города Артёмовского) — чемпионка Всемирной Универсиады, чемпионка СССР, обладательница Кубка СССР, мастер спорта СССР международного класса;
- Чванова Лидия — мастер спорта СССР;
- Елена Мельникова[4] — чемпионка Мира 1990 и 1991 годов, бронзовый призёр зимних Олимпийских игр, серебряный призёр Кубка Мира по биатлону;
- Галина Мезенцева — победительница первенства России 1998 года по лыжным гонкам в командной гонке;
- Наталья Овсянникова[5][6] — серебряный призёр первенства России 1998 года по лыжным гонкам в эстафете;
- Марина Потанина[7] — серебряный призёр первенства России 1998 года по лыжным гонкам в спринте, гонке и эстафете;
- Марина Чагина и Наталья Бердышева[7] — серебряные призёры первенства России 2000 года в командной гонке.

## Награды
- Звание «Заслуженный тренер России» присвоено в 2004 году.
- Награжден почетными знаками Госкомспорта СССР и «За заслуги в развитии физкультуры и спорта» (1999).
- Звание «Почетный гражданин города Артёмовского» присвоено в 2001 году.